# Mesochorus aculeatus
Mesochorus aculeatus är en stekelart som beskrevs av Dasch 1974. Mesochorus aculeatus ingår i släktet Mesochorus och familjen brokparasitsteklar. Inga underarter finns listade i Catalogue of Life.